# Georg Schomann
Georg Schomann (polnisch Jerzy Szoman; * 1530 in Racibórz; † 1591 in Chmielnik) war ein polnischer Theologe, Vertreter des polnischen Unitarismus und einer der Übersetzer der Brester Bibel, der ersten protestantischen polnischen Bibelübersetzung.

## Leben und Werk
Schomann studierte zwischen 1552 und 1554 an der Jagiellonen-Universität in Krakau und anschließend in Wittenberg, wo er mit Philipp Melanchthon zusammentraf und lutherische Anschauungen übernahm. Bald jedoch wandte er sich dem Calvinismus zu und übersiedelte nach Pińczów, wo er Pfarrer der reformierten Gemeinde und zugleich Lehrer der örtlichen Schule wurde. In Pińczów kam er in Kontakt mit Giorgio Biandrata und anderen  Antitrinitariern, die ihn für ihre trinitätskritischen Ansichten gewinnen konnten. Hier heiratete er auch und gründete eine theologisch ausgerichtete Bibliothek. Er war auch einer der Übersetzer der 1563 publizierten Brester Bibel. 
Sein Interesse an täuferischer Theologie führte ihn 1569 auf eine Reise nach Mähren, wo er Gemeinden der Hutterer besuchte. Zurück in Polen absolvierte er die Bekenntnistaufe und trat 1572 den Polnischen Brüdern (Ecclesia minor) bei. Schomann war zu jener Zeit auch einer der Fürsprecher einer Union zwischen polnischen Unitariern und mährischen Täufern, die jedoch trotz mehrerer Gespräche nicht zustande kam. Ein Jahr nach seinem Beitritt zu den Polnischen Brüdern wurde er Prediger der unitarischen Gemeinde in Krakau. Im Jahr 1574 publizierte Schomann anonym einen ersten unitarischen Katechismus (Catechesis et confession fidei oder kurz Schomann-Katechismus), der die theologischen Standpunkte der polnischen Unitarier zusammenfasste. Der Schomann-Katechismus fand weite Verbreitung. Von der Struktur ist der Katechismus dialogisch aufgebaut und folgt damit dem klassischen Typus eines Frage-Antwort-Katechismus, eine Form, die bereits seit dem Mittelalter existierte und von vielen Reformatoren übernommen wurde. Gegen Ende des 16. Jahrhunderts wurde beschlossen Schomanns Katechismus von Fausto Sozzini und Peter Statorius d. J. überarbeiten zu lassen, was zur Entstehung des Rakauer Katechismus führte. Von 1586 bis 1588 wirkte Schomann als Pfarrer in Lutosławice und zwischen 1589 und 1591 schließlich in Chmielnik, wo er 1591 starb. 
Schomanns Bedeutung für den Unitarismus besteht vor allem in der Abfassung des Schomann-Katechismus als Vorläufer des Rakauer Katechismus. Theologisch vertrat er wie Marcin Czechowic und Gregor Pauli täuferisch-unitarische Anschauungen. Zusammen mit Pauli sprach er sich gegen eine göttliche Natur Jesu Christi aus, weil er diese für ditheistisch ansah. Schomann schloss sich jedoch auch nicht den Nonadoranten um Szymon Budny und Franz Davidis an, die jede Anbetung Jesu ablehnten und besonders in Litauen und Siebenbürgen stark vertreten waren. 

## Werke
- Catechesis et confession fidei, coetus per Poloniam congregati, in nomine Jesu Christi, Domini nostri crucifixi & resuscitati, Krakau 1574
- Testamentum ultimae voluntatis (1684 in der Bibliotheca antitrinitariorum von Christopher Sandius in Amsterdam veröffentlicht)